# دبليو. إدموند كلارك
دبليو. إدموند كلارك هو رائد أعمال كندي، ولد في 10 أكتوبر 1947 في تورونتو في كندا.

## وصلات خارجية
- دبليو. إدموند كلارك على موقع إن إن دي بي (الإنجليزية)